# STS-79

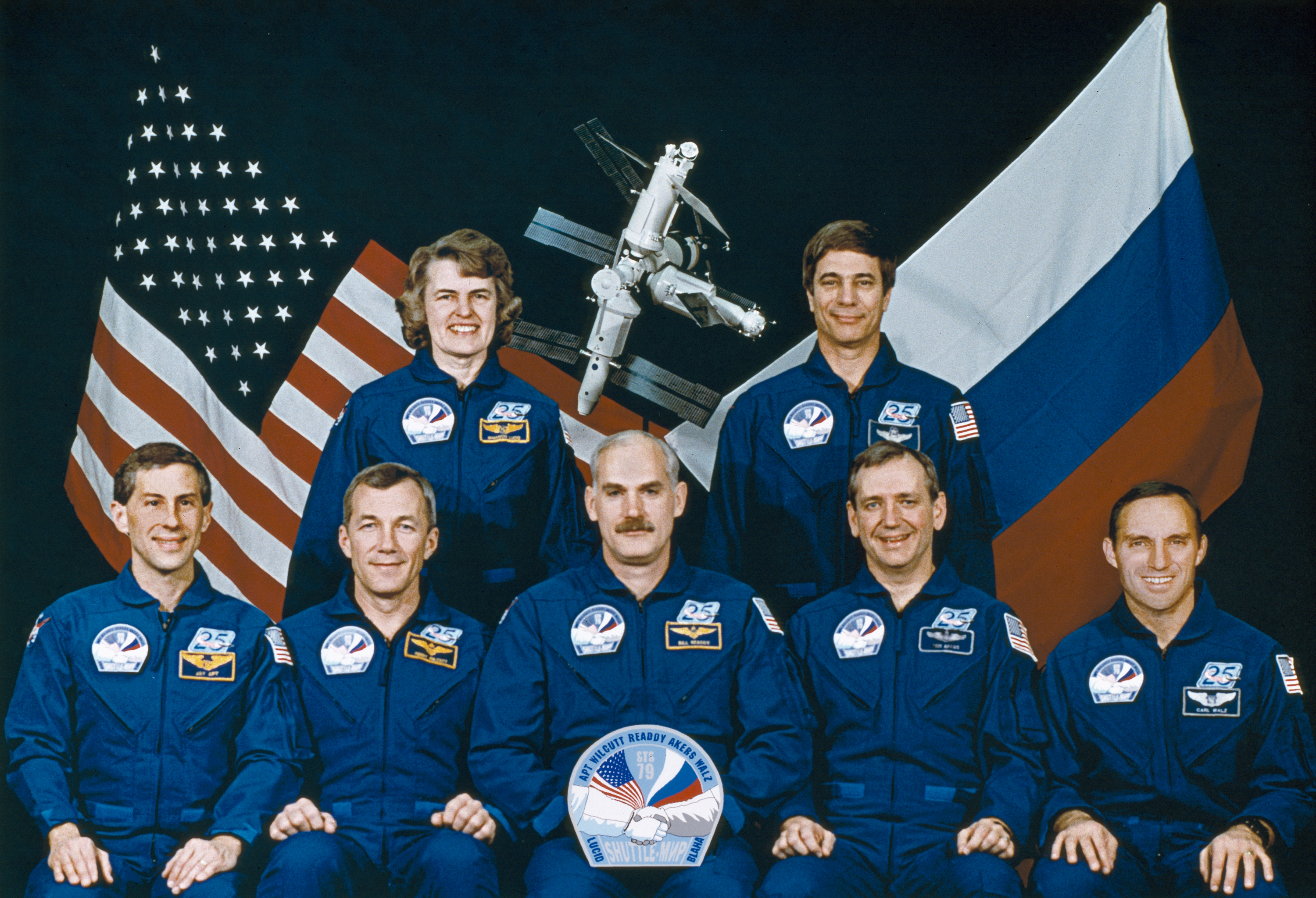
Екіпаж STS-79: зліва-направо): Дж. Епт, Т. Уілкатт, Ш. Лусід, У. Редді, Дж. Блаха, Т. Ейкерс, К. Уолз

STS-79 — космічний політ шатла «Атлантіс» за програмою «Спейс Шаттл» (79-й політ програми, 17-й політ для «Атлантіса») і спільної космічної програми РФ і США «Мір — Шаттл» (4-й політ програми).

## Екіпаж
Вільям Редді був призначений командиром екіпажу STS-79 ще в листопаді 1994 року, решта — навесні 1995-го. Спочатку спеціалістом польоту −4, зміною астронавта Шеннон Лусід, мав летіти Джеррі Ліненджер, який незабаром був замінений на Джона Блаха.

### Екіпаж старту
- (НАСА): Вільям Редді (3)[1] — командир.
- (НАСА): Терренс Уілкатт (2) — пілот.
- (НАСА): Томас Ейкерс (4) — фахівець польоту −1.
- (НАСА): Джером Епт (4) — фахівець польоту −2.
- (НАСА): Карл Уолз (3) — фахівець польоту −3.
- (НАСА): Джон Блаха (5) — фахівець польоту −4.

### Екіпаж приземлення
- (НАСА): Вільям Редді (3) — командир.
- (НАСА): Терренс Уілкатт (2) — пілот.
- (НАСА): Томас Ейкерс (4) — фахівець польоту −1.
- (НАСА): Джером Епт (4) — фахівець польоту −2.
- (НАСА): Карл Уолз (3) — фахівець польоту −3.
- (НАСА): Шеннон Лусід (4) — фахівець польоту −4.

## Особливості місії
Під час місії STS-79 була проведена операція зі стикування з орбітальною станцією «„Мир“», куди шаттл доставив харчові продукти, воду, обладнання для наукових експериментів США і Росії, а також був проведений обмін членами екіпажу (перша місія по зміні американського члена екіпажу). У ході місії було встановлено рекорд зі стикування найважчої маси обидвох комплексів у просторі. До того ж STS-79 є першим польотом, де був задіяний здвоєний модуль «Спейслеб».

## Емблема
Емблема місії STS-79 має форму люка шлюзової камери шаттла, символізуючи тим самим «ворота» до міжнародного (РФ і США) співробітництва в космосі. У центрі композиції, на тлі прапора Сполучених Штатів і прапора Росії, зображено рукостискання двох людей в скафандрах, що символізує тісне співробітництво астронавтів і всіх наземних служб.

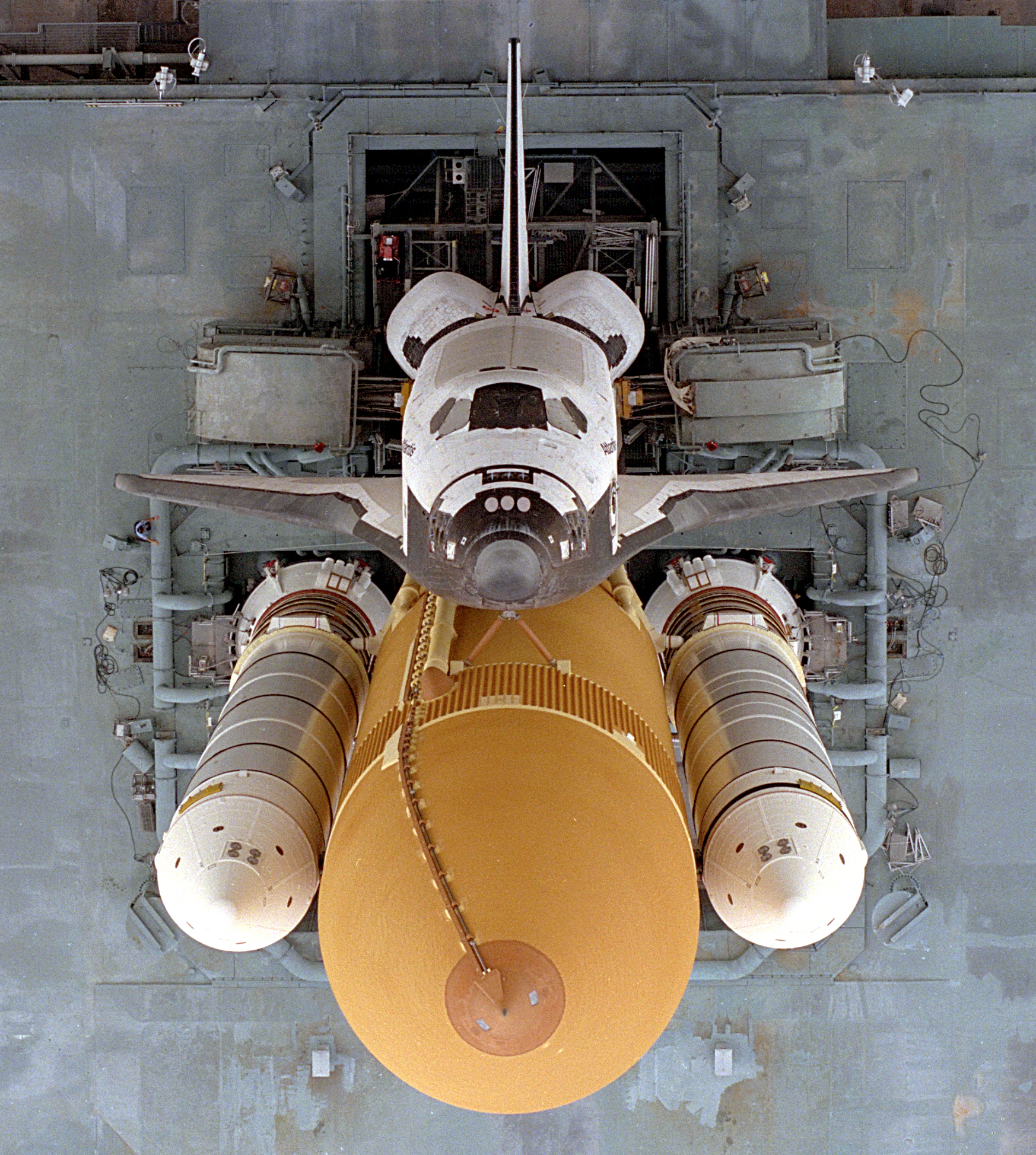

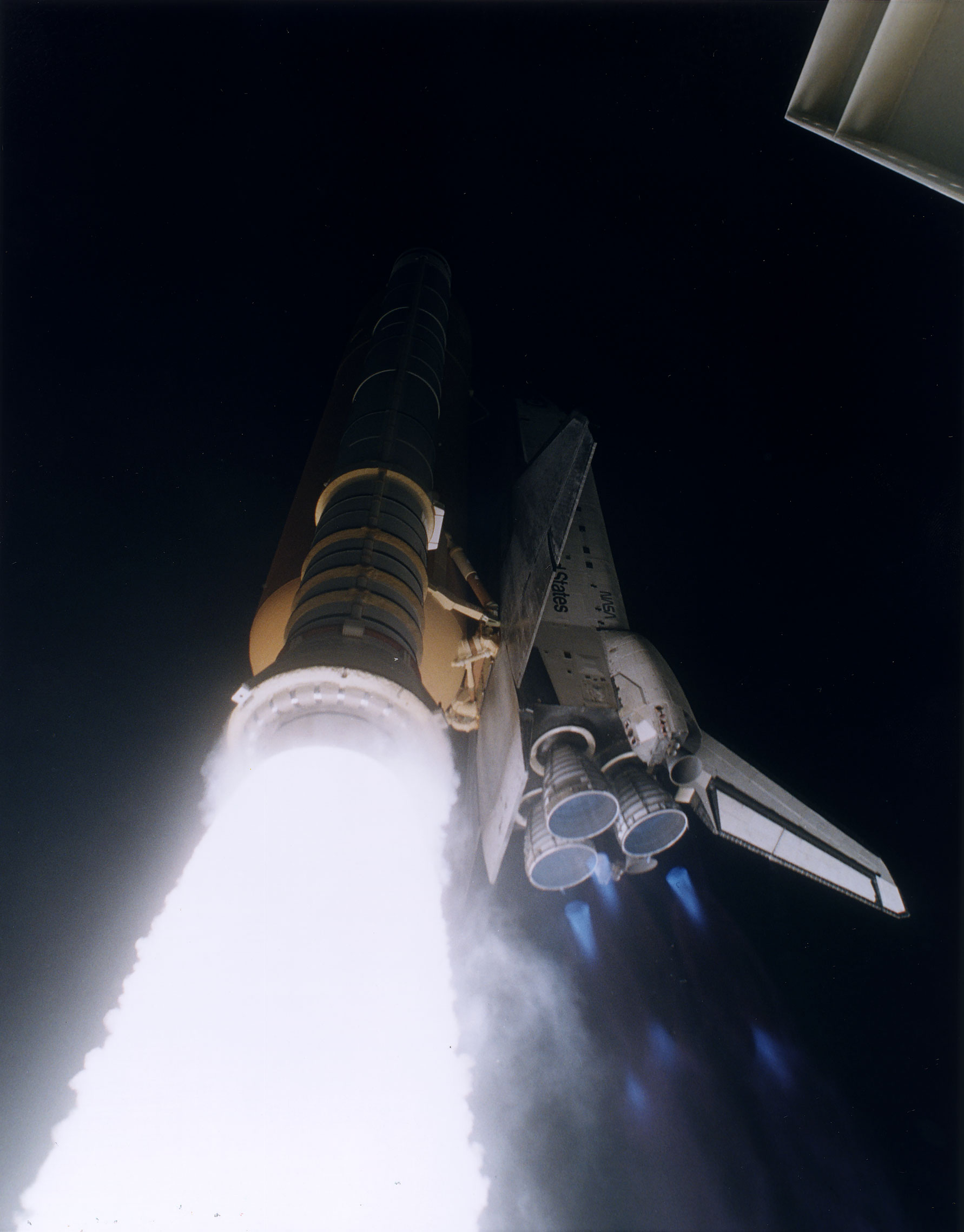

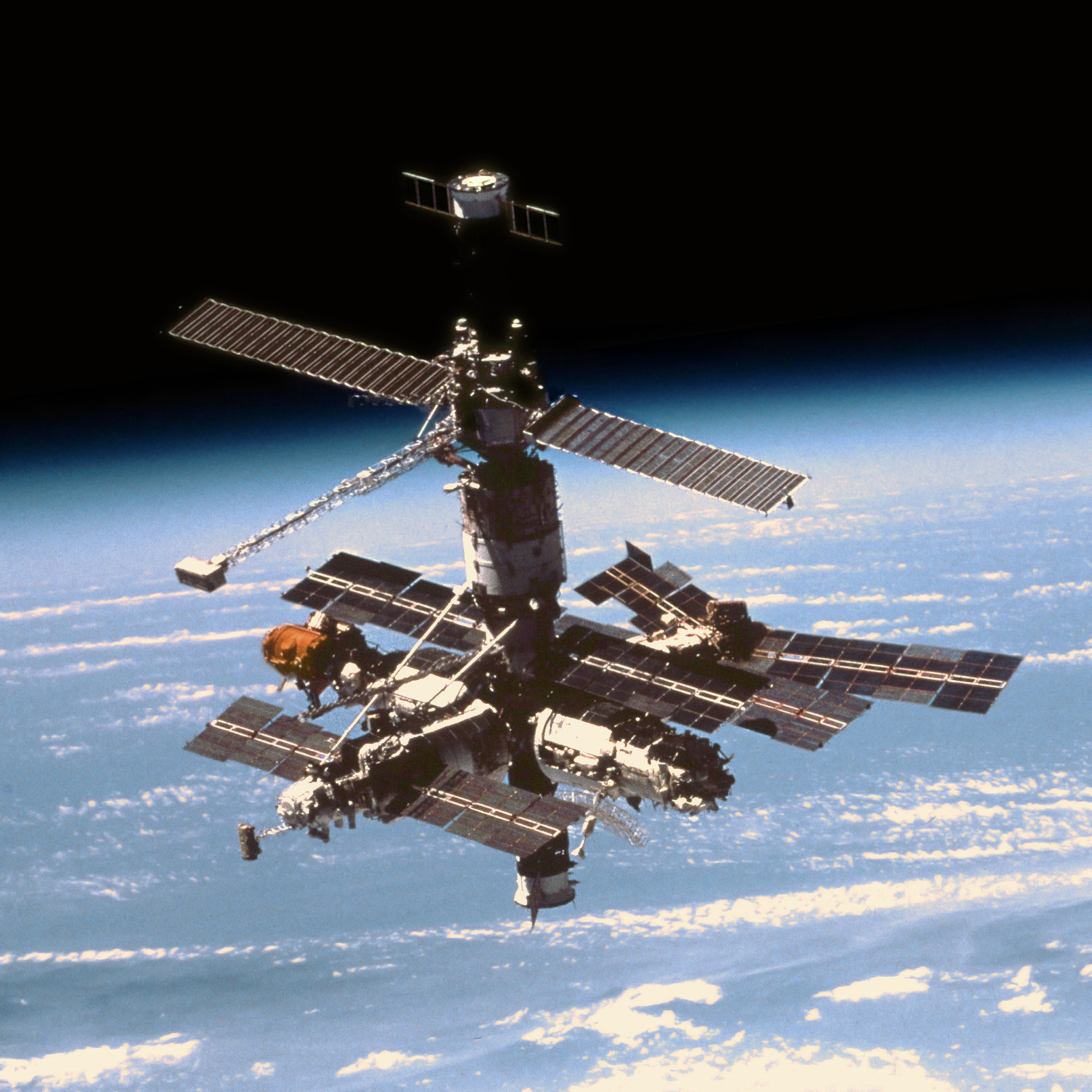